# Abraham Maciques
Abraham Maciques Maciques (* 1934 in Matanzas; † 29. Mai 2025 in Havanna) war ein kubanischer Wirtschafts-Manager und Vertrauter von Fidel Castro und Celia Sánchez. Er gründete und leitete unter anderen die staatlichen Unternehmen Cubalse, Cubanacán und den Palacio de las Convenciones (Palco) sowie eine danach benannte Unternehmensgruppe Grupo Empresarial Palco. Er galt als eine der mächtigsten Personen im Hintergrund.
Macique lernte Fidel Castro 1959 in Varadero kennen. Er war damals Subdelegierter für Tourismus für diese Region und gewann Fidels Vertrauen. Später verwaltete er dessen als „Reserva del Comandante“ bekannten Schattenfonds zu dessen persönlichen Verfügung. Auch soll er laut dem 2007 in die USA geflüchteten Ex-Geheimdienstmitarbeiter Roberto Hernández del Llano geheime Konten der Castros bei der Credit Suisse verwaltet haben.
2021 wurde er in seinen Funktionen durch Wirtschaftsminister Manuel Marrero Cruz ersetzt.